# Thomas Thynne, 1:e viscount Weymouth
Thomas Thynne, 1:e viscount Weymouth, 2:e baronet, född 1640, död den 28 juli 1714, var en brittisk politiker.
Thynne sändes 1666 på en beskickning till Sverige, ärvde 1682 det ståtliga familjegodset Longleat i Wiltshire efter sin kusin med samma namn, blev samma år peer (baron Thynne och viscount Weymouth), ställde sig 1688 på Vilhelms av Oranien sida, men tillhörde sedermera högtoryoppositionen mot den nya regimen. Hans titlar ärvdes av hans brorsons son Thomas Thynne, 2:e viscount Weymouth.